# Ukraineraktion
Ukraineraktion (pol. „Akcja ukraińska”) – niemiecki plan osiedlania ludności narodowości ukraińskiej w ramach wysiedleń z Zamojszczyzny, których Niemcy dokonywali podczas akcji wysiedleńczych i pacyfikacyjnych na Zamojszczyźnie w Generalnym Gubernatorstwie w okresie od 15 stycznia do końca marca 1943, w ramach Generalnego Planu Wschodniego.

## Geneza
W drugiej fazie wysiedleń na Zamojszczyźnie Niemcy postanowili zasiedlić część terenu Ukraińcami, którzy mieli czasowo stanowić pas ochronny przed atakami polskich partyzantów na przesiedlonych w ramach akcji Heim ins Reich 10 tysiącach osadników niemieckich z Królestwa Rumunii. Oprócz utworzenia w ten sposób strefy, która miała chronić ludność niemiecką przed działaniami odwetowymi podejmowanymi przez polską partyzantkę, akcja ta miała również na celu zantagonizowanie Ukraińców z Polakami i faktycznie wywołała walki pomiędzy tymi narodami na omawianym obszarze. Ludność ukraińską, którą osiedlano w Zamojskiem, często wcześniej wysiedlano z wiosek zajętych również przez kolonistów niemieckich.

## Przebieg
W pasie okalającym teren wysiedleń osadzono w sumie ponad 7 tysięcy Ukraińców w 63 dotychczas polskich wsiach w powiecie hrubieszowskim. Akcja objęła w sumie około 15 tysięcy Polaków; z liczby tej schwytano i przymusowo wysiedlono 5,5 tysiąca osób, pozostali zbiegli. W końcu marca 1943 zostało wysiedlonych już 116 wsi Zamojszczyzny.